# Campionato mondiale giovanile di scherma 2005
Il Campionato mondiale juniores di scherma del 2005 ("2005 World Juniors Fencing Championships") è stato organizzato dalla Federazione internazionale della scherma e si è svolto a Linz in Austria dal 23 al 24 marzo.
Nel fioretto, si sono aggiudicati i titoli del campionato mondiale il tedesco Benjamin Kleibrink, che ha battuto in finale l'italiano Andrea Baldini, e la statunitense Emily Cross che ha avuto la meglio sull'italiana Arianna Errigo.
Nella spada il venezuelano Rubén Limardo Gascón ha battuto in finale il cinese Feng Wang, ottenendo il titolo mondiale juniores maschile, mentre tra le donne l'elvetica Sophie Lamon ha superato la coreana Eunsook Choi.
Nella sciabola il tedesco Nicolas Limbach prevale sul russo Nikolaj Kovalëv, mentre la statunitense Mariel Zagunis ha battuto la russa Sof'ja Velikaja.
Nel campionato mondiale juniores a squadre maschili, la nazionale russa ha prevalso nella finale del fioretto contro la Germania, mentre la nazionale russa ha vinto nella spada contro la formazione norvegese, ed infine la nazionale tedesca ha avuto la meglio sulla compagine ucraina nella sciabola.
Nel campionato mondiale juniores a squadre femminili, la nazionale russa ha prevalso nella finale del fioretto contro la Corea del Sud, la Svizzera ha vinto nella spada contro la compagine ucraina, ed infine la formazione statunitense ha avuto la meglio sulla la nazionale ucraina nella sciabola.

## Podi

### Uomini
| Specialità  | Oro                                                                           | Argento                                                                  | Bronzo                                                                   |
| Individuali |                                                                               |                                                                          |                                                                          |
| Fioretto    | Benjamin Kleibrink                                                            | Andrea Baldini                                                           | Renal Ganeev Yuki Ota                                                    |
| Spada       | Rubén Limardo Gascón                                                          | Feng Wang                                                                | Fredrik Backer Ruslan Gadiev                                             |
| Sciabola    | Nicolas Limbach                                                               | Nikolaj Kovalëv                                                          | Dmytro Bojko Björn Hübner-Fehrer                                         |
| A squadre   |                                                                               |                                                                          |                                                                          |
| Fioretto    | Russia Renal Ganeev Vladimir Golovine Igor' Gridnev Dmitrij Petrov            | Germania Sebastian Bachmann Benjamin Kleibrink Thomas Stanek Boris Zorc  | Giappone Daiki Fujino Tomoshige Meguro Yuki Ota Daisuke Saito            |
| Spada       | Russia Anton Avdeev Leonid Bondar Ruslan Gadiev Vseslav Morgoev               | Norvegia Fredrik Backer Thomas Ertzeid Alexandr Tarkovskij-Hemminghytt - | Francia Alexandre Blaszyck Adrien Penso-Tsai Jérémy Richer Bastien Sicot |
| Sciabola    | Germania Franz Boghicev Sebastian Flegler Björn Hübner-Fehrer Nicolas Limbach | Ucraina Dmytro Bojko Jurij Hurin Vasyl0 Kalyns'kyj Oleksandr Torčuk      | Ungheria Csanád Gémesi Balázs Hamar Zsolt Kocsis Pál Nagy                |

### Donne
| Specialità  | Oro                                                                     | Argento                                                                     | Bronzo                                                                          |
| Individuali |                                                                         |                                                                             |                                                                                 |
| Fioretto    | Emily Cross                                                             | Arianna Errigo                                                              | Julie Huin Polina Repina                                                        |
| Spada       | Sophie Lamon                                                            | Eunsook Choi                                                                | Valentina Gribova Jana Šemjakina                                                |
| Sciabola    | Mariel Zagunis                                                          | Sof'ja Velikaja                                                             | Ol'ha Charlan Mariangela Postiglione                                            |
| A squadre   |                                                                         |                                                                             |                                                                                 |
| Fioretto    | Russia Tat'jana Mjasnikova Julija Rašidova Polina Repina Aida Šanaeva   | Corea del Sud Eunsook Choi Hwa Jung Doo Seungmin Lim Ha Na Oh               | Germania Maria Bartkowski Sandra Bingenheimer Viola Hänlein Luisa Ruppert       |
| Spada       | Svizzera Tiffany Géroudet Sophie Lamon Lorraine Marty Simone Näf        | Ucraina Elena Čiščahorova Tetjana Novakovs'ka Olena Rejzlina Jana Šemjakina | Italia Bianca Del Carretto Nathalie Moellhausen Marzia Muroni Mara Navarria     |
| Sciabola    | Stati Uniti Emily Jacobson Caitlin Thompson Rebecca Ward Mariel Zagunis | Ucraina Ol'ha Charlan Olena Chomrova Ol'ha Kiseleva Halyna Pundyk           | Russia Veronika Danilova Ekaterina D'jačenko Ekaterina Krivenko Sof'ja Velikaja |

## Medagliere
| Pos.   | Nazione       | Oro | Argento | Bronzo | Totale |
| ------ | ------------- | --- | ------- | ------ | ------ |
| 1      | Russia        | 3   | 2       | 4      | 9      |
| 2      | Germania      | 3   | 1       | 2      | 6      |
| 3      | Stati Uniti   | 3   | 0       | 0      | 3      |
| 4      | Svizzera      | 2   | 0       | 0      | 2      |
| 5      | Venezuela     | 1   | 0       | 0      | 1      |
| 6      | Ucraina       | 0   | 3       | 3      | 6      |
| 7      | Italia        | 0   | 2       | 2      | 4      |
| 8      | Corea del Sud | 0   | 2       | 0      | 2      |
| 9      | Norvegia      | 0   | 1       | 1      | 2      |
| 10     | Cina          | 0   | 1       | 0      | 1      |
| 11     | Francia       | 0   | 0       | 2      | 2      |
| 11     | Giappone      | 0   | 0       | 2      | 2      |
| 13     | Ungheria      | 0   | 0       | 1      | 1      |
| 13     | Estonia       | 0   | 0       | 1      | 1      |
| Totale | Totale        | 12  | 12      | 18     | 42     |